# داویسماوئر موور
داویسماوئر موور (به آلمانی: Deusmauer Moor) یک منطقهٔ مسکونی در آلمان است که در فلبورگ واقع شده‌است.